# Kolesiszcze
Kolesiszcze (biał. Калясішча, Kalasiszcza; ros. Колесище, Kolesiszcze) – wieś na Białorusi, w obwodzie grodzieńskim, w rejonie lidzkim, w sielsowiecie Trzeciakowce.
Wieś położona jest przy węźle dróg magistralnych M6 i M11 oraz przy linii kolejowej Baranowicze – Lida.
Współcześnie wieś obejmuje także dawną kolonię Kozłowszczyzna.

## Historia
W dwudziestoleciu międzywojennym okolica szlachecka leżąca w Polsce, w województwie nowogródzkim, w powiecie lidzkim, w gminie Lida. W 1921 okolica Kolesiszcze liczyła 160 mieszkańców, zamieszkałych w 34 budynkach. Kolonia Kozłowszczyzna liczyła zaś 7 mieszkańców, zamieszkałych w 1 budynku. Obie miejscowości zamieszkiwali wyłącznie Polacy. Byli oni wyznania rzymskokatolickiego z wyjątkiem 1 mieszkańca Kolesiszczy wyznania prawosławnego.
Po II wojnie światowej w granicach Związku Sowieckiego. Od 1991 w niepodległej Białorusi.